# Kamerafahrt

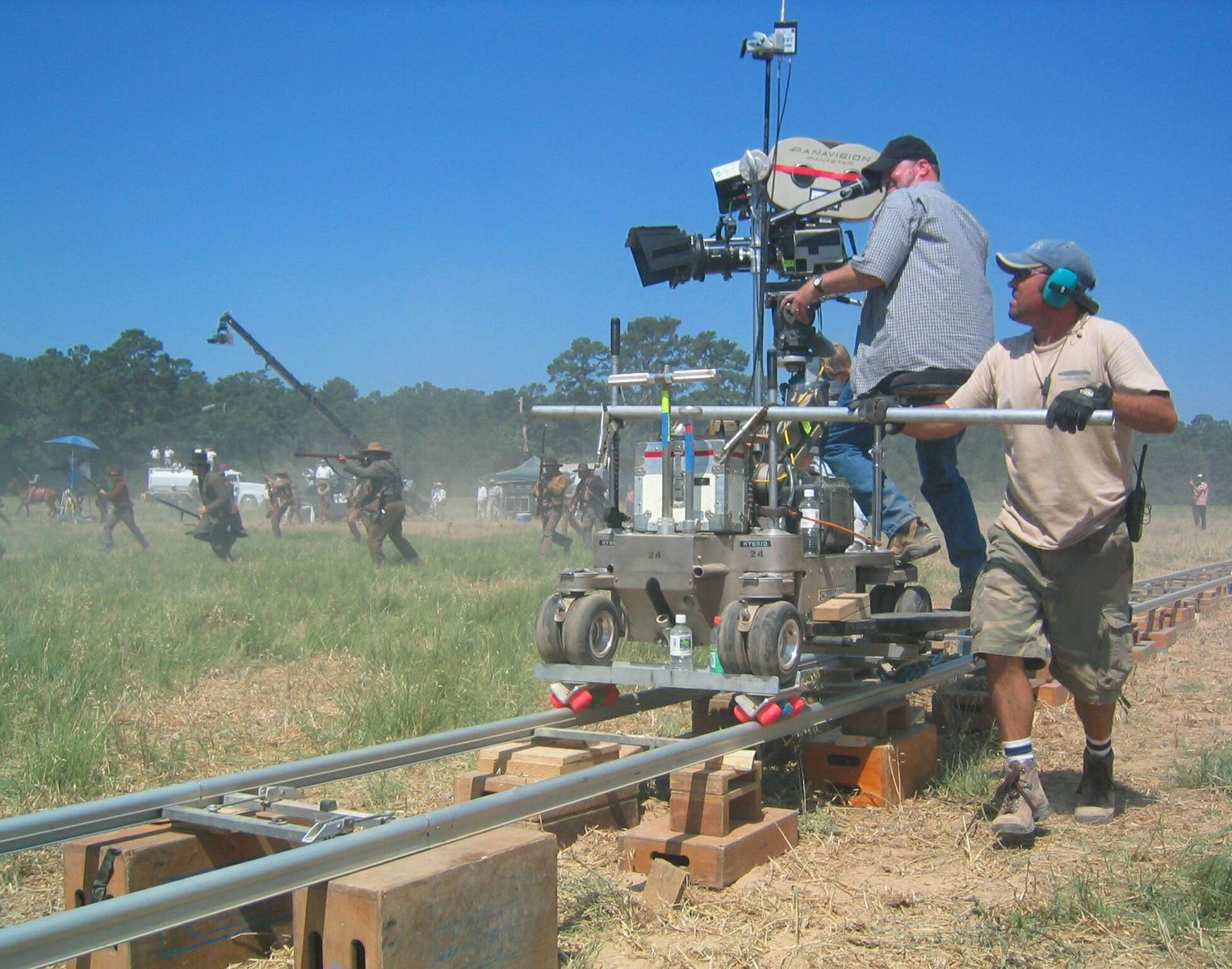
Kamerafahrt mit einem Dolly auf einem Unterbau aus Bühnenkisten.

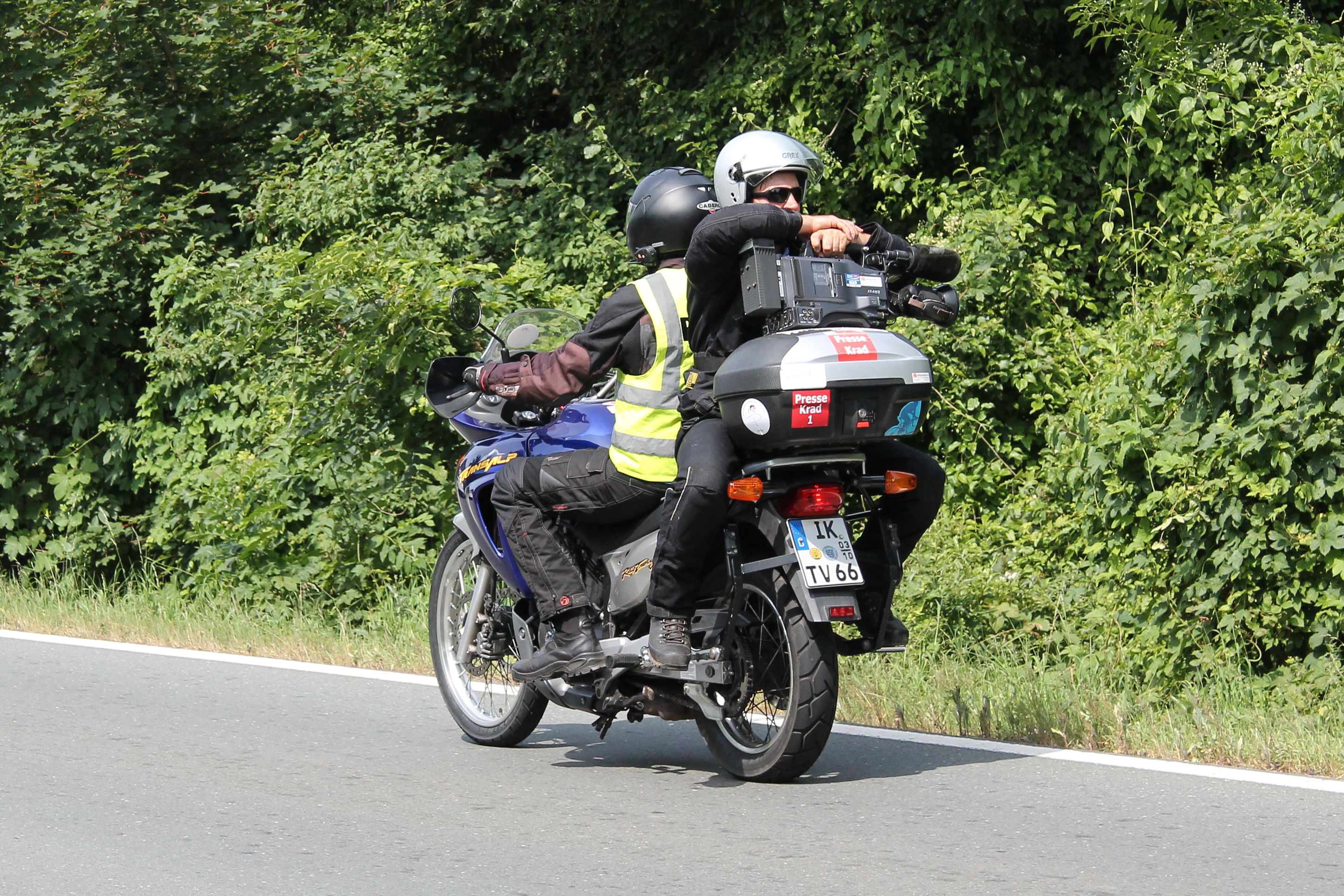
Kamera-Motorrad bei einem Radrennen

Die Kamerafahrt ist die Bewegung einer Kamera durch den Raum beim Filmen.
Um ein Verwackeln des Bildes bei der Kamerabewegung zu vermeiden, kommen im professionellen Bereich verschiedene technische Hilfsmittel zum Einsatz:
- Dolly (Kamerawagen), der für zusätzliche Präzision oft auf Schienen gezogen wird.
- Rollstative
- Steadicams ermöglichen verwacklungsfreie Fahrten mit der Handkamera.
- Kamerabühnen, Kamerakräne oder auch Hubschrauber bzw. Kameradrohnen ermöglichen die Einbeziehung der dritten Dimension.
- Seilkameras ermöglichen Fahrten über weite Strecken hinweg

Neben diesen filmspezifischen Hilfsmitteln finden auch Motorräder (Radrennen), fahrende Autos oder Leiterwagen Verwendung. Häufig gezeigt werden Kamerafahrten, die sich auf das Geschehen zubewegen (zum Beispiel von der Totalen auf den Closeup). Jedoch bleiben Kamerafahrten durchaus nicht auf die zwei Dimensionen in der Ebene beschränkt.
Im Gegensatz zur Kamerafahrt steht der Kameraschwenk, wobei sich die Kamera (auf dem Stativ oder in der Hand) um einen fixen Punkt dreht. Dies entspricht der Kopfbewegung, um einen größeren Ausschnitt des Geschehens zu erfassen.

## Geschichte
1904 war es noch nicht üblich Kamerafahrten einzusetzen, vielmehr filmte man einfach quasi nur ein Theaterstück ab. InLa Grève setzte Ferdinand Zecca aber im zweiten Akt eine Kamerafahrt als Filmsprache ein. Die Kamera ist zu Beginn des Tumults noch starr, nach den Schüssen und den Toten, wabert die Menge der Streikenden aber einmal nach rechts und dann nach links und die Kamera folgt der Menge, was die Bewegung verstärkt und für Dynamik sorgt.
Als Begründer der entfesselten Kamera gilt der deutsche Kameramann Karl Freund, der in Der letzte Mann erstmals Kameras auf Schienen und anderen Vorrichtungen sowohl horizontal als auch vertikal bewegte sowie Flugaufnahmen mittels Kamerakränen durchführte, wodurch die filmische Ausdrucksweise ungemein bereichert wurde. Auch Buster Keatons Film The Cameraman von 1928 gilt als Beispiel einer sehr frühen Kamerafahrt: Etwa in der Mitte des Films rennt Keaton vier Stockwerke eines Hauses hinab, während die Kamera ruhig mitfährt, bis in den Keller.
Im deutschen Musikfilm Der Kongreß tanzt von 1931 werden mehrere Kamerafahrten sehr spektakulär in der Szene eingesetzt, als Lilian Harvey den durch diesen Film berühmt gewordenen Schlager Das gibt's nur einmal während einer Kutschfahrt singt.
Ein klassisches Beispiel, wie die Kamera, scheinbar losgelöst von den Fesseln der Schwerkraft, selbst zum Darsteller wird und alle drei Dimensionen durchmisst, ist Alfred Hitchcocks Psycho aus dem Jahr 1960. Die genannten Hilfsmittel können ebenso verwendet werden, um auf Höhe eines sich bewegenden Geschehens zu bleiben. Ein Beispiel hierfür: Indianer verfolgen eine Postkutsche in Ringo von John Ford aus dem Jahr 1939.
Einen wesentlichen Fortschritt stellte auch der Film Shining von Stanley Kubrick dar, der 1980 eigens für die Kamerafahrten des Films eine neue, stark verbesserte Steadicam einsetzte, die erst kurz zuvor entwickelt worden war. Der Film bedeutete den Durchbruch der Steadicam.

## Abwandlungen
Neben der Kamerafahrt entlang einer Achse in jeder der Dimensionen wird bei der Kreisfahrt ein Motiv in einem Viertel-, Halb- oder vollständigem Kreis umfahren. Beispiele für eine Kreisfahrt im vollen 360°-Winkel finden sich in den Filmen von Kameramann Michael Ballhaus, der die Kreisfahrt unter anderem in den Filmen von Rainer Werner Fassbinder und (später) von Martin Scorsese einsetzte. Die Kreisfahrt wird daher auch oft Ballhaus-Kreisel genannt.
Bei der unechten Kamerafahrt wird die Bewegung durch Zoomen simuliert.
Beim Dolly-Zoom bleibt das Objekt unverändert im Bild, während das fokussierte Objekt durch eine gegenläufige Anpassung der Brennweite während der Fahrt vergrößert oder verkleinert wird.
Der Spezialeffekt Bullet Time erweckt den Eindruck einer Kamerafahrt bei „eingefrorener Zeit“, wird jedoch nicht mit einer echten Kamerafahrt, sondern mit Hilfe von Einzelbildaufnahmen realisiert.
Auch das Filmen aus einem sich bewegenden Fahrzeug stellt eine Kamerafahrt dar und findet im Film Anwendung in Phantom Rides und Onridevideos. Eine „Kamerafahrt“ durch die Luft ist zum Beispiel ein Video, welches mit der Oracle-Modellrakete aufgenommen wurde.
Mit 360°-Kameras lassen sich Kamerafahrten ohne Kamerafahrten realisieren. Die Software erlaubt es, aus dem Rundum-Video beliebige Perspektiven, Schwenks etc. herauszuarbeiten.